# Kate Scott
Kate Scott, (nata Kate Giles), precedentemente nota come Kate Abdo (Manchester, 8 settembre 1981), è una giornalista e conduttrice televisiva britannica.
Lavora principalmente per CBS Sports. È nota per la sua copertura del calcio professionista e, dall'agosto 2020, conduce il programma UEFA Champions League sulla CBS. Nel corso della sua carriera, ha lavorato a livello internazionale nel Regno Unito, in Spagna, Francia, Germania e Stati Uniti.

## Biografia

### Gioventù
Nata a Manchester in Inghilterra, studiò presso Christ the King School e Withington Girls' School. Si trasferì in Spagna all'età di 17 anni, imparando lo spagnolo e prendendo il diploma. Si laureò in lingue presso la University of Salford acquisendo un dottorato, oltre a studiare come traduttrice ed interprete all'università di Málaga. Quindi si prese una pausa dai suoi studi per vivere in Francia e Germania.
È di origine guyanese da parte della nonna materna.

### Carriera
La sua carriera televisiva è iniziata presso il canale di notizie internazionali tedesco Deutsche Welle nel 2005, dove svolse un tirocinio presso il dipartimento di lingue straniere. Nel 2006–07 lavorò come assistente di produzione per Goal! The Bundesliga Magazine, e allo stesso tempo fu presentatrice di notizie sportive fino al 2009, quando si occupò della copertura sportiva dei loro servizi in lingua inglese e tedesca.
Si trasferì alla CNN, dove condusse il programma quotidiano World Sports. Lasciò la CNN per passare a Sky Sport News HD in Germania dove divenne capo conduttrice e volto della rete. Scott si unì a Sky per essere un volto pubblico durante il lancio della rete e fu anche fortemente coinvolta nello sviluppo dei programmi sportivi, dei format e della programmazione della rete.
Dalla Germania tornò nel Regno Unito passando a Sky Sports, dove presentò vari eventi di pugilato in pay per view, partite di calcio, e notiziari sportivi. Sky Sports la "prestò" a Fox Sports per condurre la copertura televisiva dei mondiali di calcio femminile del 2015 e in seguito, Scott accettò un'offerta a tempo indeterminato da parte dell'emittente per trasferirsi negli Stati Uniti e condurre la copertura di Champions League, Europa League, Coppa del Mondo, FA Cup e Bundesliga. In tre occasioni (2010, 2011 e 2013), presentò il sorteggio della fase a gironi della UEFA Europa League a Monaco.
Alla Fox condusse il programma Premier Boxing Champions, incluso il talk show Inside PBC Boxing. Quando la Fox perse i diritti della Champions League in favore della Turner, firmò un accordo per condurre la copertura della Champions League su TNT dagli studi di Atlanta.
Scott è anche nota per il suo ruolo di presentatrice del Pallone d'Oro FIFA e dei Laureus World Sports Awards, entrambi da lei presentati in numerose occasioni. Alla cerimonia del Pallone d'Oro FIFA 2014 ha parlato con concorrenti e ospiti in quattro lingue diverse.
Dopo che il network perse i principali diritti sul calcio europeo e la cancellazione di Inside PBC, Scott lasciò Fox Sports. Nel 2022 è tornata brevemente alla Fox per condurre il loro show serale sulla Coppa del Mondo FIFA 2022 in Qatar.
Nell'agosto 2020, dopo che la CBS Sports acquisì i diritti di trasmissione della UEFA Champions League negli Stati Uniti, Scott divenne la prima conduttrice ad essere assunta dall'emittente per presentare il programma UEFA Champions League Today. Lo show, che vede la presenza come opinionisti fissi di Thierry Henry, Jamie Carragher e Micah Richards, ha ottenuto ampi consensi dalla critica e dal pubblico. Nel giugno 2023 è stato annunciato che ha firmato un nuovo contratto esclusivo di quattro anni con la CBS.

### Vita privata
Suo padre, Tom Giles, è un grande fan del Manchester United, e nel 2023 è stato un ospite speciale nella trasmissione quando venne intervistato da Peter Schmeichel all'Etihad Stadium. Anche Scott tifa Manchester United.
Dal 2010 al 2016 è stata sposata con l'imprenditore tedesco-iraniano Ramtin Abdo. Nel dicembre 2023 venne rivelato che aveva una relazione sentimentale con l'ex pugile afroamericano Malik Scott, con cui era stata precedentemente fotografata mentre si allenava nel settembre 2023. Nel marzo 2024 la coppia ha reso pubblica la propria relazione su Instagram. I due si sono sposati nel settembre 2024.